# الثقافة في بيرو

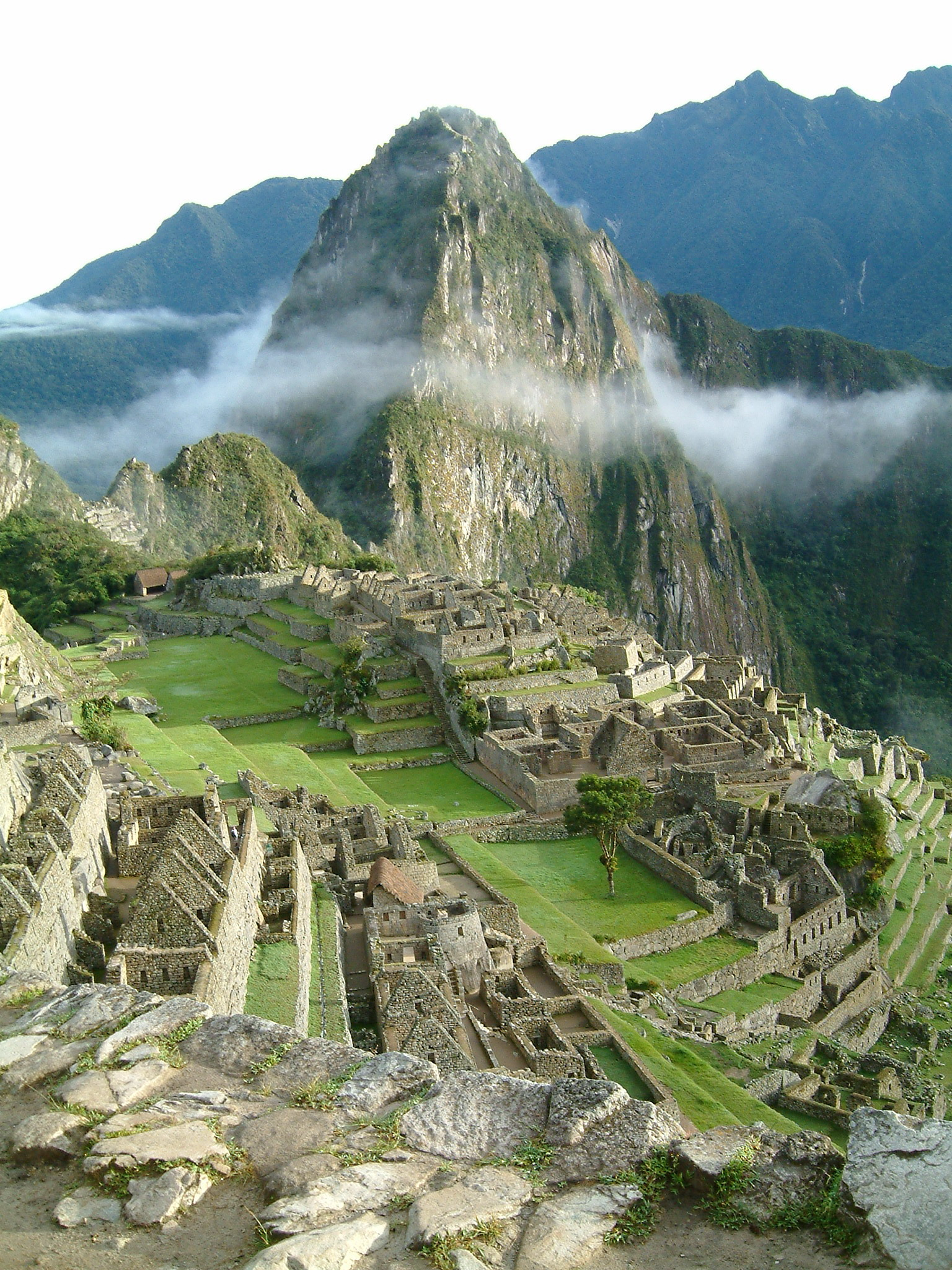

الثقافة البيروفية هي المزج التدريجي للثقافة المحلية مع المجموعات العرقية الأوروبية والآسيوية والأفريقية. سمحت التعددية العرقية والوعورة الجغرافية الشديدة للبيرو بظهور التنوع في العادات والتقاليد.

## الأدب
للأدب البيروفي جذور في التقاليد الشفهية تعود إلى عام 1609.
بعد الاستقلال، كتب النظام الملكي كتابًا تحدث فيه إلى جميع الناس. أصبحت الكوستومبريزية والرومانسية أكثر الأنواع الأدبية شيوعًا، وتجلت في أعمال الكهنة. في أوائل القرن العشرين أنتجت حركة إنديجنسيمو كتّاب مثل سيرو ألجيريا، وخوسيه ماريا أرغيداس، وقيصر باييخو. كانت مقالات خوسيه كارلوس مارياتغي في عشرينيات القرن العشرين نقطة تحول في التحليل الاقتصادي والسياسي لتاريخ بيرو.
خلال النصف الثاني من القرن، أصبح الأدب البيروفي معروفًا على نطاق واسع بسبب مؤلفين مثل ماريو فارغاس يوسا، وهو عضو بارز في حركة أمريكا اللاتينية بوم.

## الموسيقى
الموسيقى البيروفية هي مزيج من الأصوات والأنماط التي تعتمد على جذور موسيقى الأنديز في بيرو وتأثرت بالكيتشوا والأيمارا والموسيقى الإسبانية.

## الاحتفالات
الاحتفالات الشعبية هي نتاج تقاليد وأساطير كل مدينة. تشمل هذه الاحتفالات الموسيقى، والوجبات، والمشروبات النموذجية. بالإضافة إلى الاحتفالات الدينية مثل عيد الميلاد، وكوربوس كريستي، وهناك احتفالات أخرى تعبر عن التوفيق بين الأديان للسكان الأصليين والمسيحيين. مثال على ذلك المارينيرا وهي واحدة من الرقصات الرئيسية الموجودة في بيرو. تجد العديد من العائلات أنه من الرائع مشاهدة العرض. ولديهم أيضًا مهرجان خنزير غينيا كل عام.

## الألعاب الرياضية
كرة القدم هي الرياضة الأكثر شعبية في بيرو. يحكم كرة القدم في بيرو اتحاد بيرو لكرة القدم (بّي إف إف) الذي ينظم الفرق الوطنية للرجال والسيدات. تشمل أساطير كرة القدم في بيرو أليخاندرو فيلانويفا، وتيودورو فيرنانديز، وفاليريانو لوبيز، وألبرتو تيري، وهوغو سيتيل، وسيزار كويتو، وروبرت شال، وهيكتور شومبيتاز، وتوفيلو كوبيلاس، أنجح مهاجم من بيرو في نهائيات كأس العالم برصيد عشرة أهداف، ونولبيرتو سولانو.
اللاعبين المعروفين الحاليين يتضمّنون المدافع كارلوس زامبرانو (نادي روبين كازان)، ولاعب خط الوسط خوان مانويل فارغاس (نادي يونيفرسيتاريو)، والمهاجمين كلاوديو بيتزارو (نادي فيردر بريمن)، وباولو غيريرو (نادي فلامينغو)، وجيفرسون فارفان (نادي لوكوموتيف موسكو). يُعد نادي أليانزا ليما، ونادي سبورتينغ كريستال، ونادي يونيفرسيتاريو أكبر الفرق في بيرو. في عام 2003، فاز نادي سيينسيانو بكأس كوبا سودا أمريكان بعد هزيمة النادي الأرجنتيني ريفر بليت، وهزم بعد ذلك بوكا جونيورز مركز قوة أمريكا اللاتينية (أيضًا من الأرجنتين) في ريكوبا سودأمريكانا التي أُقيمت في ميامي. تأهل نادي سبورتينغ كريستال إلى نهائي بطولة كوبا ليبرتادوريس دي أميريكا عام 1997، وهي أهم بطولة في كرة القدم في أمريكا الجنوبية.
تشمل الإنجازات التي حققها فريق بيرو الوطني لكرة القدم التنافس في نهائيات كأس العالم في 1930، 1970 (ربع النهائي)، 1978، و 1982، وكان تيوفيلو كوبياس، من بين أفضل 10 هدافين في تاريخ كأس العالم، وفي سجله ذُكر أنه اللاعب الوحيد الذي سجل 5 أهداف في كأسي عالم مختلفين. فاز المنتخب الوطني مرتين بكأس كوبا أمريكا في عامي 1939 و 1975.
يحمل كلاوديو بيتزارو الرقم القياسي كأفضل هداف من بلد أجنبي في تاريخ الدوري الألماني الدرجة الأولى.  يحمل باولو غيريرو الرقم القياسي كأفضل هداف على الإطلاق في تاريخ كوبا أمريكا ولا يزال نشطًا، حيث احتل المركز الأول في جميع هذه البطولات الثلاث (2011 و 2015 و 2019)، وهو أيضًا رقم قياسي.